# Gangaran
Gangaran fou un regne de l'alt Senegal, situat a les terres a l'est de Bafoulabé, limitat a l'oest pel riu Bafing i al nord pel Bakhoy.
Va pertànyer a l'Imperi de Mali i més tard al regne de Tekrur. Posteriorment va formar part de l'Imperi bambara de Kaarta. A mitjan segle xix va ser conquerit pels tuculors d'al-Hadjdj Umar Tall. Fou posat sota protectorat francès en la segona campanya de Borgnis-Desbordes el 1882. El coronel Gustave Borgnis-Desbordes i la seva columna van sortir de Saint Louis del Senegal a mitjan octubre de 1881; pel camí va fer arrasar els llogarets de Mahina i Kalé, propers a Bafoulabé, i van imposar el protectorat al Gangaran arribant a Badumbé l'1 de gener de 1882.
Al acostar-se el hivern de 1885, després de combatre els francesos al sud de Niagassola, Samori Turé es va retirar-se a Faraoulia, al Siéké, deixant una guarnició a Kokoro i al seu germà Malinkamory estacionat a Gale mentre l'altre germà Fabou Ibrahima va tornar al país manding de Kangaba. Durant el hivern els sofes van fer incursions a la vall del Bakhoy i del Bafing, saquejant el Gadougou i el Gangaran arribant en les seves incursions fins a Médine a la vora del riu Senegal, i fins a Fatafi al Gangaran. La línia de postes de telègraf fou destruïda. Posteriorment l'autoritat francesa ja no fou discutida.